# 宮崎英高
宮崎英高（日语：／ Miyazaki Hidetaka，1974年9月19日—）。是一位日本電子遊戲製作人，現任遊戲公司From Software社長。代表作為「魂系列」（惡魔靈魂、黑暗靈魂）、《血源诅咒》、《隻狼：暗影雙死》和《艾爾登法環》。

## 經歷
宮崎英高出生與成長於日本静岡市。童年時期由於家中並不富裕因此只能到圖書館借書，在閱讀中獲得不少樂趣。有時書中內容超出當時的理解能力，只好運用想像力自行理解，這對日後創作、設計遊戲提供了一些經驗和靈感。
大學就讀慶應義塾大學社會科學相關科系，畢業後原本想加入遊戲製作組，但最後進入甲骨文公司工作。後來在朋友推薦下試玩了一款遊戲《ICO》，促使他再次考慮製作遊戲這條路。然而以當時29歲的年齡來說很少遊戲公司願意雇用，最後他加入了From Software。2004年開始參與《機戰傭兵：最終掠奪》、《機戰傭兵4》等作品的開發。
一次機緣巧合下他中途加入並主導了《惡魔靈魂》的開發。起因是他聽說公司有一項新遊戲企劃正遭遇嚴重瓶頸，這款後來定名為「惡魔靈魂」的幻想題材動作角色扮演遊戲讓他相當感興趣，並認為這是掌握這部作品開發的好機會，反正原本這企劃就已經形同失敗，即使後來再次失敗也沒什麼人會在意。《惡魔靈魂》於2009年發售，雖然最初在日本的評價與銷量都不如預期，但經過數月後情況大幅好轉，並開始發行到日本以外的地區。
2011年由他擔任總監推出了《黑暗靈魂》，該作被認為是《惡魔靈魂》的精神續作。
2012年索尼電腦娛樂向From Software洽談合作事宜以製作一款全新的家用主機作品，由宮崎英高擔任總監，也就是後來的《血源詛咒》。該作與From Software先前開發過的作品沒有任何劇情與背景設定上的關聯，不過在系統與關卡設計方面或多或少承襲了《惡魔靈魂》與《黑暗靈魂》的要素。當時《血源詛咒》與《黑暗靈魂II》的開發期正好重疊，因此宮崎英高在《黑暗靈魂II》的開發過程中僅擔任協力性質的監督職位，將擁有實質主導權的總監職務交給其他人。 《血源詛咒》於2015年正式發售。
2014年晉升為From Software社長。
2015年在結束《血源詛咒》開發後，他回歸到《黑暗靈魂III》的總監職務。該作於2016年3月在日本地區發售，其他地區則晚一個月發售。
2016年4月，他透露From Software正在製作一項全新的作品，並且與之前的「魂系列」沒有關聯。
該項新作於2018年E3遊戲展正式公布，名為《隻狼：暗影雙死》的動作冒險遊戲預計於2019年發售。此外E3展上也公布一款名為《Déraciné》的PSVR作品，由宮崎負責監製、《血源詛咒》的開發團隊負責製作。
2018年11月18日，於英國倫敦舉辦的遊戲業界傳統大獎「金搖杆獎」頒獎典禮，宮崎英高榮獲「終生成就獎」。

## 設計風格與理念
宮崎英高的設計風格受到不少ACG與文學作品的影響，在遊戲方面諸如：《ICO》、早期的《勇者鬥惡龍系列》、《薩爾達傳說系列》、《國王密令》系列等作品；漫畫方面諸如：《烙印勇士》、《聖鬥士星矢》、《JOJO的奇妙冒險》、《惡魔人》等；文學方面諸如：霍華德·菲利普斯·洛夫克拉夫特、伯蘭·史杜克、喬治·R·R·馬丁等作家的作品，還有像是《Sorcery!》、《RuneQuest》之類的遊戲書。此外歐洲建築同樣帶給宮崎英高不少啟發，在他的遊戲中時常以歐洲建築風格作為背景，透過建築環境來講述遊戲故事。
在宫崎英高的作品中，常常出现的一个主题是对永生的怀疑和否定以及对死亡的理解和认同，这一理念有时或是通过部分剧中人物之口表达的。
作为项目的首席创意总监，宫崎英高通常会编写大部分故事、对话和文本，同时对角色、怪物和关卡设计拥有最终决定权。《魂系列》的多人游戏机制的灵感来自于他在雪路上行驶的个人经历，当时他的车开始向后打滑，但被该地区的其他人推上坡。 由于宫崎没能在他们离开前表达谢意，这催生了该系列的多人游戏系统，试图模仿同样无声的合作感。
關於遊戲的設計方式，宮崎英高強調「魂系列」中的難度設計並非刻意要比其他遊戲更難，而有考慮到合理性。玩家在經歷那些精心設計過的關卡後將一步步變得熟練，這會使玩家保持挑戰心，從而給予玩家一種在突破困难後獲得的成就感，同時遊戲的難度等級也足以讓玩家更深刻體會到角色培養和物資的重要性。關於劇情敘述方式，宮崎英高澄清他並沒有不喜歡直接說故事的方式，只是更傾向讓玩家自己來詮釋與理解遊戲的世界。他認為玩家自行在物品或遇見的角色中發掘出遊戲世界的蛛絲馬跡時會更有價值。

## 作品
| 年份 | 作品名稱           | 職位                       |
| ---- | ------------------ | -------------------------- |
| 2005 | 機戰傭兵：最終掠奪 | 企劃                       |
| 2006 | 機戰傭兵4          | 總監（開發過程中接手加入） |
| 2008 | 機戰傭兵 尋求答案  | 總監                       |
| 2009 | 恶魔之魂           | 總監                       |
| 2011 | 黑暗之魂           | 總監、製作人               |
| 2014 | 黑暗之魂II         | 監督                       |
| 2015 | 血源詛咒           | 總監                       |
| 2016 | 黑暗之魂III        | 總監                       |
| 2018 | Déraciné           | 總監                       |
| 2019 | 隻狼：暗影雙死     | 總監                       |
| 2022 | 艾爾登法環         | 總監                       |

## 外部連結
- 宮崎英高在互联网电影资料库（IMDb）上的資料（英文）